# Фридрих Йозиас Сакскобургготски
Принц Фридрих Йозиас Сакскобургготски (на немски: Friedrich Josias Carl Eduard Ernst Kyrill Harald Prinz von Sachsen-Coburg und Gotha) (р. Шлос Каленберг, 29 ноември 1918 г. – п. Амщетен, Вюртемберг, 23 януари 1998 г.) е глава на херцогското семейство на Сакс-Кобург и Гота и херцог (по титла) на Сакс-Кобург и Гота от 1954 г. до смъртта си.
Принцът е син на Карл Едуард Сакскобургготски, херцог на Сакс-Кобург и Гота и принцеса Виктория Аделаида Шлезвиг-Холщайн-Зонденбург-Глюксбургска. Херцогът е принуден да абдикира на 14 ноември 1918 г. Третият от трима сина, не се е очаквало той да наследи като глава на семейството. Но най-възрастния брат, наследствен принц Юхан Леополд се жени в неравен брак и се отказва от правата си през 1932 г., а принц Хубертус е убит в сражение през 1943 г., оставяйки принц Фридрих Йозиас наследник. Той наследява позицията на глава на семейството на 6 март 1954 г.
Принцът се жени три пъти:
В Касел на 25 януари 1942 г. Фридрих Йозиас първо се жени за графиня Виктория-Луиза Золмс-Барутска. Имат един син:
1. принц Андреас Михаел Арним Зигфрид Фридрих Ханс Хубертус (р. Касел, 21 март 1943 г.)

Но този брак завършва с развод на 9 септември 1946 г.
В Сан Франциско на 14 февруари 1948 г. Фридрих Йозиас се женио за втори път за Денис Хенриета де Муралт. Имат три деца:
1. принцеса Мария Клаудиа Сибила (р. Сан Франциско, 22 май 1949 г.), женена на 17 март 1971 г. за Гион Шефер.
2. принцеса Беатрис Шарлот (р. Берн, 15 юли 1951 г.), женена на 12 юни 1977 г. за Фридрих Сакс-Майнингенски.
3. принц Адриан Винценц Едуар (р. Кобург, 18 октомври 1955 г.), женен първо на 20 октомври 1984 г. за Леа Риндеркнехт; бракът е морганатичен и двамата им синове са изключени от наследяването на херцогството на Сакс-Кобург и Гота. Този съюз завършва с развод през 1993 г. Втори път (и отново морганатично) Адриан се жени на 11 юли 1997 г. за Гертруд Криг. Нямат деца.

Фридрих Йозиас и Денис са разведени от 17 септември 1964 г.
В Хамбург на 30 октомври 1964 г. Фридрих Йозиас се жени за трети път (морганатично) за Катрин Бреме. Този брак е без деца.